# C. J. Henderson (Footballspieler)
Christopher „C. J.“ Henderson, Jr. (* 30. September, 1998 in Miami, Florida) ist ein US-amerikanischer American-Football-Spieler auf der Position des Cornerbacks in der National Football League (NFL). Derzeit steht er bei den Pittsburgh Steelers unter Vertrag. Er spielte College Football an der University of Florida für die Gators.

## Frühes Leben und Highschool
Henderson ist in Miami, Florida, geboren und aufgewachsen und besuchte die Christopher Columbus High School. Er spielte für die Explorers sowohl als Runningback als auch als Cornerback und wurde als Senior in den All-America Bowl eingeladen. Er wurde als Vier-Sterne-Talent eingestuft und wollte zunächst an der University of Miami spielen, bevor er seine Zusage zurückzog, um andere Angebote zu prüfen. Henderson ging schließlich an die University of Florida, um dort für die Florida Gators zu spielen.

## College
Als Freshman lief Henderson in 11 Spielen für die Gators mit fünf Starts auf und erzielte 22 Tackles und vier Interceptions. Er war der erste Freshman in der Geschichte Floridas, der in zwei aufeinanderfolgenden Spielen einen Touchdown nach einer Interception erzielte. Dies gelang ihm in seinen ersten beiden Karrierespielen gegen Michigan und Tennessee. In seinem zweiten Jahr, seiner ersten vollen Saison als Starter, verzeichnete Henderson 38 Tackles, zwei Sacks, zwei erzwungene Fumbles und zwei Interceptions. Außerdem wurde er von den Trainern der Liga in die zweite Mannschaft All-Southeastern Conference gewählt.
Henderson begann seine Junior-Saison als Mitglied des ersten Teams der All-SEC-Auswahl, des dritten Teams All-American und auf der Beobachtungsliste für den Bednarik Award. Henderson wurde zudem von der Associated Press in der Mitte der Saison in die zweite Mannschaft All-American berufen, obwohl er vier Spiele verletzungsbedingt ausfiel. Henderson beendete seine Junior-Saison mit 33 Tackles (drei for loss), einem Sack und 11 abgefangenen Pässen in neun Spielen und wurde von den Trainern der Liga in die erste Mannschaft All-SEC und von der FWAA in die zweite Mannschaft All-American berufen. Nach dem Ende der regulären Saison kündigte Henderson an, dass er auf sein letztes Jahr verzichten werde, um am NFL Draft 2020 teilzunehmen, und damit auch Floridas Bowlspiel auslassen werde. Henderson beendete seine College-Karriere mit 93 Tackles, 26 abgefangenen Pässen und sechs Interceptions in 33 gespielten Spielen.

## Professionelle Karriere
Henderson wurde im NFL Draft 2020 an neunter Stelle von den Jacksonville Jaguars ausgewählt. Verletzungsbedingt kam er als Rookie nur in acht Spielen zum Einsatz, in denen er sechs Pässe verhinderte, eine Interception fing und einen Fumble erzwingen konnte. Nach einem Führungswechsel bei den Jaguars zur Saison 2021 trennte man sich bereits nach dem dritten Spieltag von Henderson und gab ihn per Trade an die Carolina Panthers ab. Im Austausch für Henderson und einen Fünftrundenpick erhielt Jacksonville Tight End Dan Arnold sowie einen Drittrundenpick.
Im März 2024 nahmen die Houston Texans Henderson unter Vertrag. Er wurde vor Saisonbeginn am 27. August 2024 im Rahmen der Kaderverkleinerung auf 53 Spieler entlassen. Nach Probetrainings bei den Pittsburgh Steelers und den Indianapolis Colts verpflichteten die Steelers ihn schließlich am 25. September 2024 für ihren Practice Squad. Sie reagierten damit auf die Verletzung ihres Cornerbacks Cory Trice.